# William Eskelinen
Karl William Eskelinen, född 3 september 1996, är en svensk fotbollsmålvakt.

## Klubbkarriär
Eskelinen började spela fotboll i Skogås-Trångsunds FF som femåring. Som 12-åring gick han till IF Brommapojkarna. Eskelinen började spela seniorfotboll i division 2-klubben Värmdö IF 2014.
I mars 2015 värvades Eskelinen av Hammarby IF, där han skrev på ett ettårskontrakt och direkt lånades tillbaka till Värmdö IF. I januari 2016 förlängde Eskelinen sitt kontrakt i Hammarby med ett år. I mars 2016 lånades han ut till division 2-klubben IFK Aspudden-Tellus på ett låneavtal fram till sommaren. I augusti 2016 lånades Eskelinen ut till division 1-klubben Enskede IK.
I januari 2017 värvades Eskelinen av GIF Sundsvall, där han skrev på ett treårskontrakt. Den 18 september 2017 gjorde Eskelinen allsvensk debut i en 2–1-vinst över AFC Eskilstuna, där han blev inbytt i den 35:e minuten mot skadade Tommy Naurin.
I juli 2019 värvades Eskelinen av danska AGF Århus, där han skrev på ett femårskontrakt.
Den 22 mars 2022 värvades Eskelinen av Örebro SK, där han skrev på ett kontrakt som varar över säsongen 2023.

## Privatliv
William Eskelinen är son till den före detta fotbollsspelaren, Kaj Eskelinen.

## Karriärstatistik
| Klubb                     | Säsong             | Liga                      | Liga    | Liga | Nationell cup | Nationell cup | Europa League | Europa League | Totalt  | Totalt |
| Klubb                     | Säsong             | Division                  | Matcher | Mål  | Matcher       | Mål           | Matcher       | Mål           | Matcher | Mål    |
| ------------------------- | ------------------ | ------------------------- | ------- | ---- | ------------- | ------------- | ------------- | ------------- | ------- | ------ |
| IF Brommapojkarna         | 2013               | Allsvenskan               | 0       | 0    | 0             | 0             | —             | —             | 0       | 0      |
| Värmdö IF                 | 2014               | Division 2 Norra Svealand | 11      | 0    | 2             | 0             | —             | —             | 13      | 0      |
| Hammarby IF               | 2015               | Allsvenskan               | 0       | 0    | 0             | 0             | —             | —             | 0       | 0      |
| Hammarby IF               | 2016               | Allsvenskan               | 0       | 0    | 0             | 0             | —             | —             | 0       | 0      |
| Hammarby IF               | Totalt             | Totalt                    | 0       | 0    | 0             | 0             | —             | —             | 0       | 0      |
| Värmdö IF (lån)           | 2015               | Division 2 Södra Svealand | 20      | 0    | 0             | 0             | —             | —             | 20      | 0      |
| IFK Aspudden-Tellus (lån) | 2016               | Division 2 Södra Svealand | 11      | 0    | 0             | 0             | —             | —             | 11      | 0      |
| Enskede IK (lån)          | 2016               | Division 1 Norra          | 12      | 0    | 0             | 0             | —             | —             | 12      | 0      |
| GIF Sundsvall             | 2017               | Allsvenskan               | 3       | 0    | 1             | 0             | —             | —             | 4       | 0      |
| GIF Sundsvall             | 2018               | Allsvenskan               | 30      | 0    | 4             | 0             | —             | —             | 34      | 0      |
| GIF Sundsvall             | 2019               | Allsvenskan               | 15      | 0    | 0             | 0             | —             | —             | 15      | 0      |
| GIF Sundsvall             | Totalt             | Totalt                    | 48      | 0    | 5             | 0             | —             | —             | 53      | 0      |
| AGF Århus                 | 2019/2020          | Superligaen               | 29      | 0    | 3             | 0             | —             | —             | 32      | 0      |
| AGF Århus                 | 2020/2021          | Superligaen               | 4       | 0    | 0             | 0             | 2             | 0             | 6       | 0      |
| AGF Århus                 | Totalt             | Totalt                    | 33      | 0    | 3             | 0             | 2             | 0             | 38      | 0      |
| Örebro SK                 | 2022               | Superettan                | 2       | 0    | 0             | 0             | —             | —             | 2       | 0      |
| Totalt i karriären        | Totalt i karriären | Totalt i karriären        | 137     | 0    | 10            | 0             | 2             | 0             | 149     | 0      |